# Атанесян, Александр Ашотович
Александр Ашотович Атанесян (род. 12 октября 1953) — российский кинорежиссёр, сценарист и продюсер.
Был генеральным продюсером кинофестиваля «Кинотавр». С 2002 года является генеральным директором АНО «Ангел-фильм».
Член правления Ассоциации кинопродюсеров России, российской академии киноискусств «Ника», правления Союза кинематографистов России, секретарь Московского союза кинематографистов.

## Биография
Родился в городе Тбилиси 12 октября 1953 года.
С 1960 по 1970 год учился в средней школе № 37.
- 1970—1975 — институт русского и иностранных языков имени Я. Брюсова (по профессии — филология русского языка, преподаватель русского языка и литературы).
- 1975—1977 — фотограф «ГрузРеклама».
- 1977—1979 — служба в армии (офицер запаса).
- 1979—1980 — главный администратор Окружного Дома Офицеров Закавказского военного округа.
- 1980—1982 — заместитель директора «Театра Дружбы Народов» (Театральное общество Грузии).
- 1982—1987 — ассистент режиссёра, 2-й режиссёр киностудия «Грузия-Фильм».
- 1987—1989 — учёба на Высших курсах режиссёров и сценаристов Госкино СССР по профессии режиссёр художественного кино.
- 1989—1991 — вице-президент «Международной ассоциации деятелей культуры».
- 1991−1994 — президент компании «Патмос» (кино- и телепроизводство).
- 1994—1997 — генеральный директор «Интерфест» (Дирекция международных кинофестивалей Госкино России).
- 1997—2001 — генеральный директор компании «Медиа-парк» (кино- и телепроизводство).
- 2001—2006 — генеральный директор компании «Ангел-фильм».
- С 2006 года по настоящее время — независимый продюсер и кинорежиссёр.

## Театральные постановки
- «Чайка» — «Театр на Таганке», 1993 год.

## Фестивали
Генеральный директор Генеральной дирекции международных кинофестивалей «Интерфест» 1994—1997 гг. (Московский международный кинофестиваль).

## Фильмография

### Режиссёрские работы
- 1988 — «Письма маркизы де Монтемайор» (короткометражный)
- 1989 — «Танец» (короткометражный)
- 2000 — «24 часа» (полнометражный)
- 2002 — «Летний дождь» (полнометражный)
- 2004 — «Человек-амфибия»
- 2006 — «Сволочи» (полнометражный)
- 2008 — «У. Е.»
- 2008 — «Монтана» (полнометражный)
- 2009 — «Близкий враг» (полнометражный)
- 2010 — «На измене» (полнометражный)
- 2013 — «Пока ещё жива»
- 2016 — «В ожидании» (полнометражный)

### Сценарные работы
- «Летний дождь» — 2002 (полнометражный, художественный) совместно с В. Гулмасяном
- «Сволочи» — 2006 (полнометражный, художественный) совместно с В. Куниным
- «Близкий враг» (Убить короля) — 2009 (полнометражный, художественный)
- «На измене» — 2010 (полнометражный, художественный, комедия)
- «Пока ещё жива» — 2012 (полнометражный, художественный)
- «В ожидании» — 2016 (полнометражный, художественный)

### Продюсерские работы

#### Телефильмы
- «Московский Кремль» — «Патмос-фильм», по заказу NDN, Япония, 1991 год.
- «Рихард Зорге» — «Патмос-фильм», по заказу NHK, Япония, 1991 год.
- «ICBM» — «Патмос-фильм», по заказу NDN, Япония, сериал, 1991 год.
- «Дети Москвы» — «Патмос-фильм», по заказу TF-1, Франция, 2 серии, 1992 год.
- «Мусоргский. Картинки с выставки» — «Патмос-фильм», по заказу NHK, Япония, 2 серии, 1992 год.
- «Русская православная церковь» — «Патмос-фильм», по заказу NHK, Япония, 1992 год.
- «Преступность» — «Патмос-фильм», по заказу ATLANTA — TV, USA, 1993 год.
- «Экология атома» — «Патмос-фильм», по заказу NDN, Япония, 1993 год.
- «Балтия» — «Патмос-фильм», по заказу ASAHI-TV, Япония, 1993 год.
- «Остров „Тюлений“» — «Патмос-фильм», по заказу ASAHI-TV, Япония, 1993 год.
- «Лошади» — «Патмос-фильм», 1993 год.
- «Россия глазами русских» — «Патмос-фильм», по заказу BBC, 1993 год.
- «У. Е.» — телесериал (8 серий, НТВ), 2006 год.
- «Промзона» — телесериал (12 серий).

#### Художественные фильмы
- «Претерпевшие до конца» — студия «Новое время», 1991 год.
- «Блез» — студия «Новое время», 1992 год.
- «Три сестры» — «Патмос-фильм», «Пейзаж с тремя купальщицами», 1993 год.
- «Московский романс» — «Патмос-фильм» совместно с Европейским фондом развития кино, 1994 год.
- «Немой свидетель» — 1994 год, «Патмос-фильм» совместно с «Avrora movie’s productions», Германия, «Cobblestone pictures», Англия (премия «Ника» лучшему продюсеру[2]).
- «Займёмся любовью» — «Ангел-фильм», 2001 год (номинация на премию «Ника» за лучший игровой фильм[3]).
- «Летний дождь» — «Ангел-фильм», 2002 год.
- «Радости и печали маленького лорда» — «Ангел-фильм», 2003 год.
- «Ботинки из Америки» — Германия — Россия, «Ангел-фильм», 2003 год.
- «Близкий враг», драма, Россия, 2009 год. Автор сценария и режиссёр — А. Атанесян.
- «На измене» — комедия, художественный фильм. Автор сценария и режиссёр — А. Атанесян.
- «Перстень царя Соломона» — полнометражный анимационный фильм; автор сценария А. Атанесян, режиссёр В. Барбэ.
- «Последний человек из Атлантиды» — полнометражный анимационный фильм; авторы: сценария В. Барбе, А. Атанесян, режиссёр В. Барбэ.
- «Пока ещё жива» — полнометражный фильм, 2014 год.
- «В ожидании» — полнометражный фильм, 2016 год.

### Актёрские работы
- Отец — эпизодическая, «Учительница первая моя», короткометражка 1998 года.
- Галим Ильясович — второго плана, «24 часа», 2000 (полнометражный, художественный).
- Мусаф Харунов — второго плана, «У. Е.» — 2006 (телесериал, 8 серий).
- Савелий Блюм — второго плана, «Монтана» — 2008 (полнометражный, художественный).
- Лачо — второго плана, «Пока ещё жива» 2012 (полнометражный, художественный).
- Продавец — эпизод, «В ожидании» — 2016 (полнометражный, художественный).

## Призы и награды
- 1994 — Приз национальной киноакадемии «Ника» в номинации «Лучший продюсер».[2]
- 1996 — специальный диплом «Golden Globe» Американской ассоциации иностранной прессы за организацию и проведение лучшего международного кинофестиваля за 1995 год.
- 2000 — Приз гильдии кинокритиков «Золотой Овен» за лучший полнометражный дебют.
- 2001 — Приз зрителей «Серебряная Сова» на фестивале в Выборге.
- 2002 — Приз за лучший детский фильм «Радости и печали маленького лорда». Фестиваль СНГ и Стран Балтии.

## Общественная позиция
В феврале 2022 года подписал открытое письмо КиноСоюза против военного вторжения России на Украину .